# فینال جام ملت‌های آسیا ۲۰۰۷
فینال جام ملت‌های آسیا ۲۰۰۷، یک مسابقه فوتبال بود که قهرمان جام ملت‌های آسیا ۲۰۰۷ را مشخص می‌کرد.

## پیش از مسابقه
این دوره نخستین حضور عراق در فینال جام ملت‌های آسیا بود، در حالی که عربستان سعودی در پنج فینال از شش فینال قبلی جام ملت‌های آسیا حضور داشت و در سه دوره از آنها (۱۹۸۴، ۱۹۸۸ و ۱۹۹۶) پیروز شد. این فینال دومین فینال تمام عرب در تاریخ مسابقات بود..
عراق برخلاف انتظار به فینال رسیده بود و این تیم مجبور شد در خارج از کشور جنگ زده خود تمرین کند و از مشکلات حمل و نقل و کمبود امکانات رنج می‌برد. پس از حذف کره جنوبی در نیمه نهایی، عراق از جو فینالیست شدن خود خارج شد، زیرا دو حمله به هواداران جشن را هدف گرفت و حداقل ۵۰ نفر را کشته شدند، اما پس از اینکه یک مادر داغدار گفت که پسر متوفی خود را دفن نمی‌کند، تصمیم گرفتند بازی کنند مگر اینکه این تیم عنوان قهرمانی را کسب کرد.
در نتیجه هزاران عراقی به خیابان‌ها ریختند تا پیروزی را جشن بگیرند و این پیروزی به اتحاد مردم کشور کمک کرد. دستاورد عراق به عنوان یکی از بزرگ‌ترین تیم‌های ضعیف فوتبال بین‌المللی و یکی از بزرگ‌ترین پیروزی‌های افسانه ای این ورزش تلقی می‌شود. این پیروزی باعث شد عراق به جام کنفدراسیون‌ها در سال ۲۰۰۹ در آفریقای جنوبی راه یابد. مراسم اختتامیه مسابقات بلافاصله قبل از شروع مسابقات برگزار شد.

## مسابقه
| عراق           | ۱–۰   | عربستان سعودی |
| -------------- | ----- | ------------- |
| یونس محمود ۷۳' | گزارش |               |

| عراق | عربستان سعودی |

| GK          | ۲۲ | نور صبری        |     |     |
| RB          | ۱۴ | حیدر عبدالامیر  |     |     |
| CB          | ۲  | جاسم غلام الحمد |     |     |
| CB          | ۱۵ | علی رحیمه       | '۷۵ |     |
| LB          | ۳  | باسم عباس       |     | '۸۹ |
| CM          | ۲۴ | قصی منیر        | '۹  |     |
| CM          | ۵  | نشأت اکرم       |     |     |
| RM          | ۱۸ | مهدی کریم       |     | '۹۰ |
| AM          | ۱۳ | کرار جاسم       | '۲۴ | '۸۳ |
| LM          | ۱۱ | هوار ملا محمد   |     |     |
| CF          | ۱۰ | یونس محمود (ک)  | '۳۸ |     |
| تغیرات:     |    |                 |     |     |
| FW          | ۱۶ | احمد مناجد      |     | '۸۳ |
| MF          | ۷  | علی عباس        |     | '۸۹ |
| MF          | ۸  | احمد عبد علی    |     | '۹۰ |
| سرمربی:     |    |                 |     |     |
| جوروان ویرا |    |                 |     |     |

| GK             | ۱  | یاسر المسیلیم      |     |     |
| RB             | ۱۵ | احمد البحری        |     | '۸۴ |
| CB             | ۳  | اسامه هوساوی       |     |     |
| CB             | ۱۹ | ولید الجحدلی       | '۳۸ |     |
| LB             | ۷  | کامل الموسی        |     |     |
| CM             | ۱۴ | سعود کریری         | '۱۵ |     |
| CM             | ۱۶ | خالد عزیز          |     |     |
| CM             | ۱۷ | تیسیر الجاسم       |     | '۷۶ |
| RF             | ۱۸ | عبدالرحمن القحطانی |     | '۴۶ |
| CF             | ۹  | مالک معاذ          |     |     |
| LF             | ۲۰ | یاسر القحطانی (ک)  |     |     |
| تغیرات:        |    |                    |     |     |
| MF             | ۳۰ | احمد الموسی        |     | '۴۶ |
| MF             | ۲۸ | عبده عطیف          |     | '۷۶ |
| FW             | ۱۱ | سعد الحارثی        |     | '۸۴ |
| سرمربی:        |    |                    |     |     |
| هلیو دوس آنجوس |    |                    |     |     |

| کمک داوران: بگنچ آلابردیف (ترکمنستان) محمد سعید (مالدیو) داور چهارم: سعد کمیل (کویت) |